# Andrea Pennacchi
Andrea Pennacchi (Padova, 11 ottobre 1969) è un attore, drammaturgo e regista teatrale italiano.

## Biografia
Laureato in Lingue e letterature straniere moderne presso l'Università degli Studi di Padova, Pennacchi inizia la sua formazione da attore con il Teatro popolare di ricerca - Centro universitario teatrale di Padova. Successivamente, grazie a una collaborazione con il regista Gigi Dall'Aglio in qualità di assistente, apprende i fondamenti della regia e della scrittura teatrale. Nel 2011 scrive e interpreta lo spettacolo Eroi, con la regia di Mirko Artuso, che si classifica tra i finalisti per il Premio Off del Teatro Stabile del Veneto. Nello stesso anno interpreta il ruolo di Sandro nel film Io sono Li di Andrea Segre.
Mentre prosegue la sua carriera di attore teatrale e drammaturgo con lo spettacolo Villan People, che debutta nel 2013 al Piccolo Teatro di Milano nell'ambito del Festival Tramedautore, Pennacchi inizia a lavorare anche in televisione prendendo parte alla miniserie Rai L'Oriana nel ruolo del direttore de L'Europeo e a diverse altre fiction tra cui Non uccidere, Don Matteo e 1994. Nel 2018 porta il monologo This is Racism - Ciao terroni a Propaganda Live e diventa poi ospite fisso della trasmissione con i monologhi del suo personaggio, il "Pojana".

## Teatrografia
- Eroi, regia di Mirko Artuso (2011) - Attore ed autore
- Villain People, regia di Michele Modesto Casarin (2013) - Attore ed autore
- Trincee: risveglio di primavera (2015) - Attore ed autore
- Mio padre: appunti sulla guerra civile (dal 2020) - Attore ed autore
- Una piccola Odissea (2022) - Attore ed autore
- Pojana e i suoi fratelli (dal 2022) - Attore ed autore
- Da qui alla luna. La tempesta Vaia, di Matteo Righetto, regia di Giorgio Sangati (2022) - Attore
- Arlecchino?, testo e regia di Marco Baliani (2024-in corso) - Attore

## Filmografia

### Cinema
- La giusta distanza, regia di Carlo Mazzacurati (2007)
- Io sono Li, regia di Andrea Segre (2011)
- La prima neve, regia di Andrea Segre (2013)
- La sedia della felicità, regia di Carlo Mazzacurati (2013)
- Fuori mira, regia di Erik Bernasconi (2014)
- Leoni, regia di Pietro Parolin (2015)
- Suburra, regia di Stefano Sollima (2015)
- Il colore nascosto delle cose, regia di Silvio Soldini (2017)
- Mamma o papà?, regia di Riccardo Milani (2017)
- Arrivano i prof, regia di Ivan Silvestrini (2018)
- Troppa grazia, regia di Gianni Zanasi (2018)
- Resina, regia di Renzo Carbonera (2018)
- L'uomo senza gravità, regia di Marco Bonfanti (2019)
- Paradise - Una nuova vita, regia di Davide Del Gan (2020)
- La belva, regia di Ludovico Di Martino (2020)
- L'incredibile storia dell'Isola delle Rose, regia di Sydney Sibilia (2020)
- Il Divin Codino, regia di Letizia Lamartire (2021)
- Welcome Venice, regia di Andrea Segre (2021)
- Corro da te, regia di Riccardo Milani (2022)
- Pluto, regia di Renzo Carbonera (2023)
- Le mie ragazze di carta, regia di Luca Lucini (2023)
- Berlinguer - La grande ambizione, regia di Andrea Segre (2024)

### Televisione
- L'Oriana, regia di Marco Turco – miniserie TV (2015)
- Il paradiso delle signore, regia di Monica Vullo – serie TV, prima e seconda stagione (2015-2017)
- Non uccidere, registi vari – serie TV, episodio 2x07 (2017)
- La vita promessa, regia di Ricky Tognazzi – serie TV, prima stagione (2018)
- Don Matteo, registi vari – serie TV, episodio 11x02 (2018)
- Beate, regia di Samad Zarmandili - film TV (2018)
- 1994, regia di Giuseppe Gagliardi – serie TV, episodio 3 (2019)
- Il mondo sulle spalle, regia di Nicola Campiotti – film TV (2019)
- Petra, regia di Maria Sole Tognazzi – serie TV (2020-in corso)
- La fuggitiva, regia di Carlo Carlei – serie TV, 4 episodi (2021)
- Vita da Carlo, regia di Carlo Verdone e Arnaldo Catinari – serie Amazon Video (2021)
- Christian, regia di Stefano Lodovichi – serie TV (2022)
- Circeo, regia di Andrea Molaioli - miniserie TV, episodio 2 (2022)
- Tutto chiede salvezza, regia di Francesco Bruni - serie Netflix (2022-2024)
- La fortuna di Laura, regia di Alessandro Angelini – film TV (2022)
- Tina Anselmi - Una vita per la democrazia, regia di Luciano Manuzzi – docu-drama (2023)
- La Rosa dell'Istria, regia di Tiziana Aristarco – film TV (2024)
- Call My Agent - Italia, regia di Luca Ribuoli - serie TV, episodio 2x03 (2024)
- Leopardi - Il poeta dell'infinito, regia di Sergio Rubini – miniserie TV, puntata 1 (2025)

## Programmi televisivi
- Propaganda Live (LA7, dal 2018)

## Libri
- Pojana e i suoi fratelli, prefazione di Natalino Balasso, People, 2019, ISBN 9788832089547.
- La guerra dei Bepi, People, 2020, ISBN 9788832089950.
- La storia infinita del Pojanistan, illustrazioni di Tommaso Catone, People, 2021, ISBN 9791280105721.
- Shakespeare and me, People, 2022, ISBN 9791259790668.
- Eroi, People, 2023, ISBN 9791259791610.
- Se la rosa non avesse il suo nome, Marsilio, 2024, ISBN 8829720356.